# Задарский мир (1358)

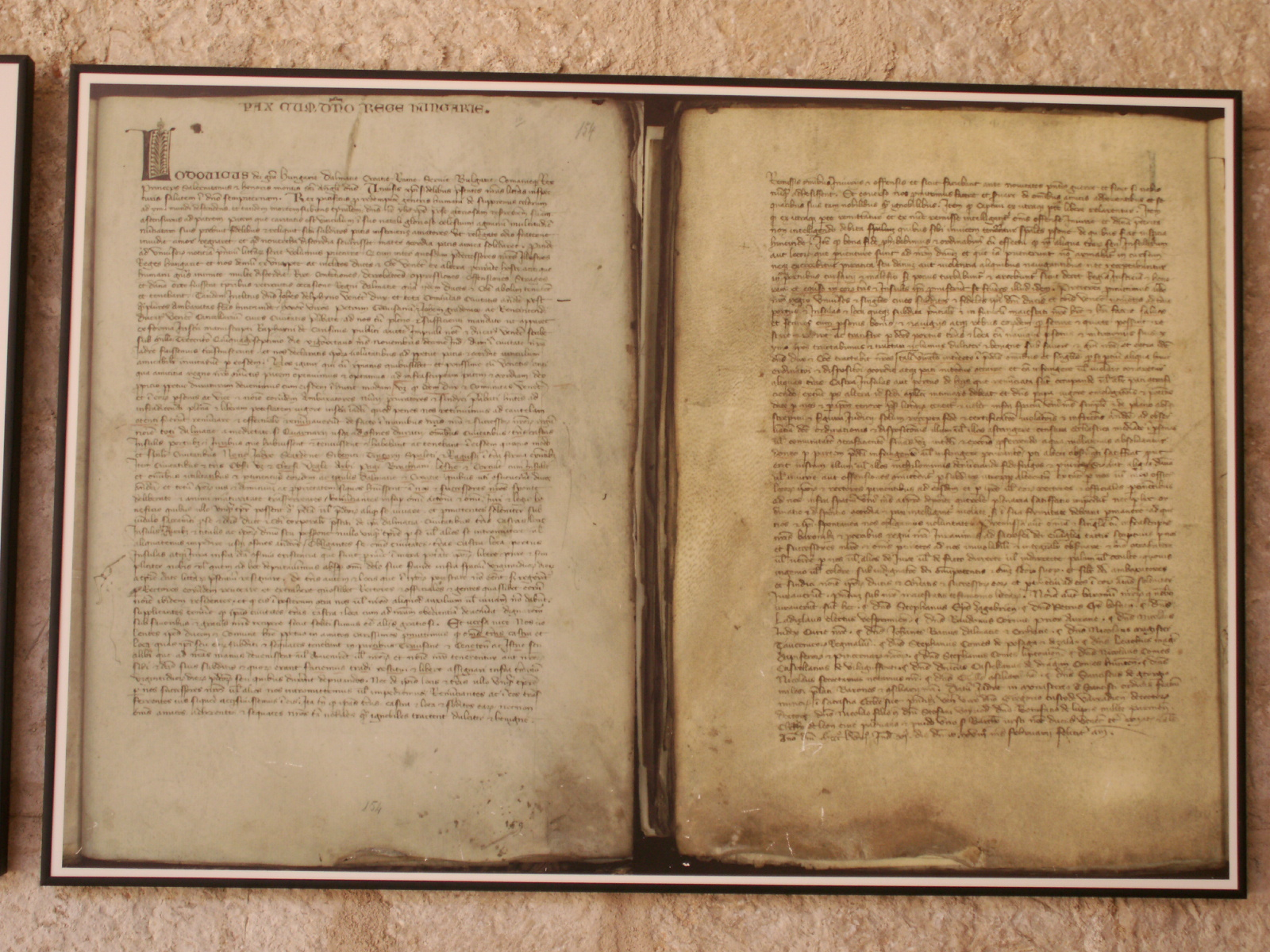
Копия договора.

Задарский мир — подписанный 18 февраля 1358 г. в городе Задар мирный договор между Венгрией и Венецианской республикой, по которому последняя теряла владения в Далмации.

## Предыстория
В 1301 г. правившая Венгрией и Хорватией династия Арпадов прекратила существование, и после короткого перерыва была заменена Анжуйской. Первым анжуйским королем был Карл Роберт, правивший с 1312 по 1342 гг. Его поддерживал самый могущественный хорватский дворянин Павел Шубич, князь Брибира и бан Хорватии, правитель прибрежных городов Сплит, Трогир и Шибеник. Статус бана Хорватии дал ему многие полномочия  монарха, включая чеканку монет, предоставление городам хартий и взимание налогов.

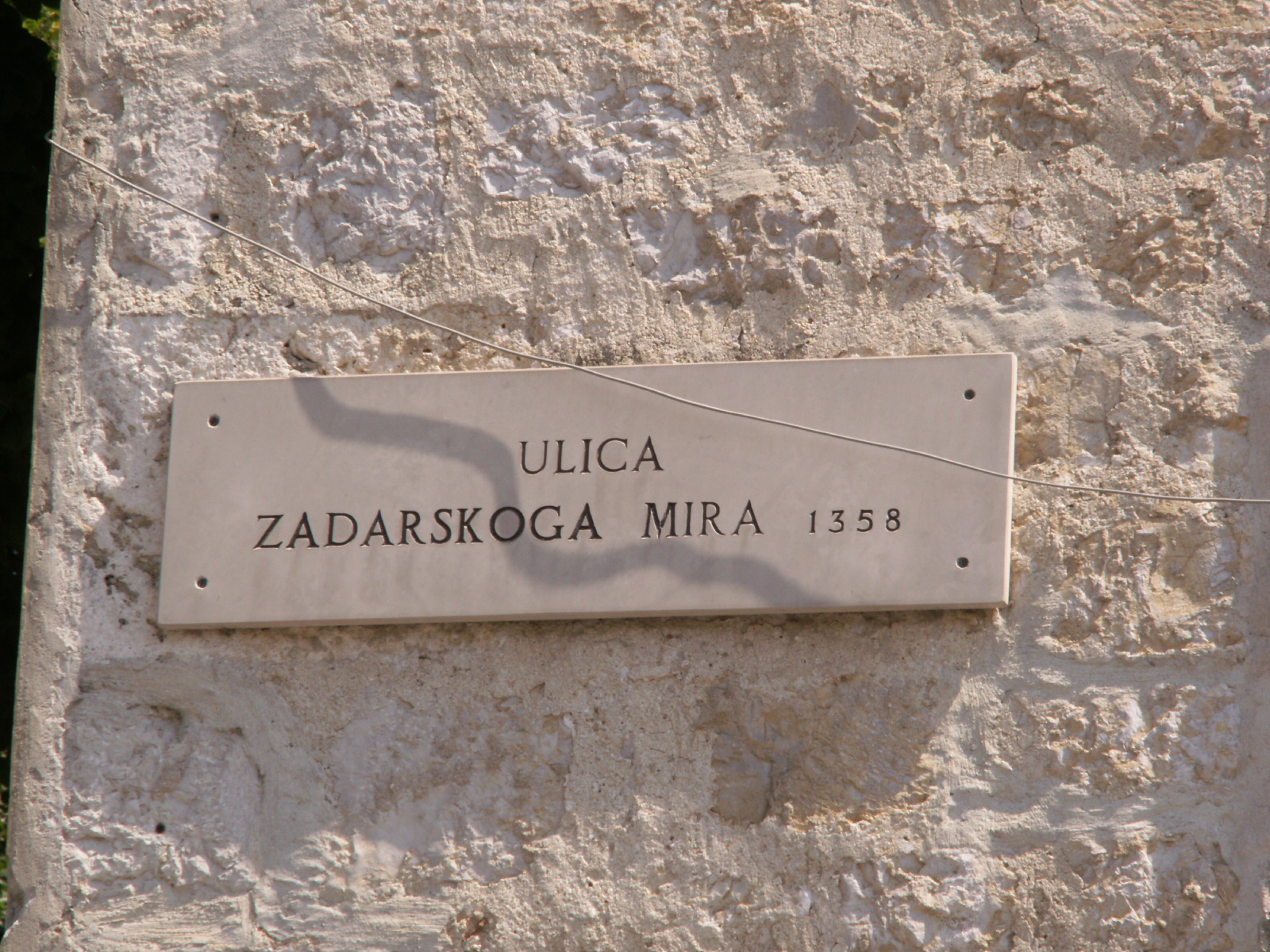
Мемориальная табличка.

Действия Павла привели к восстанию среди хорватской знати, которая обратилась к королю. Однако в обмен хорватская знать была вынуждена заявить о своей верности венгерской монархии, что подготовило почву для венгерских попыток изгнать Венецианскую республику с побережья Далмации. В то время как другие города Далмации страдали от борьбы между венецианцами, венграми и хорватами, принадлежавшая Венеции Рагуза стала крупным экономическим центром за счёт своего положения между западом и богатыми полезными ископаемыми Сербией и Боснией, а также между Европой и Левантом.

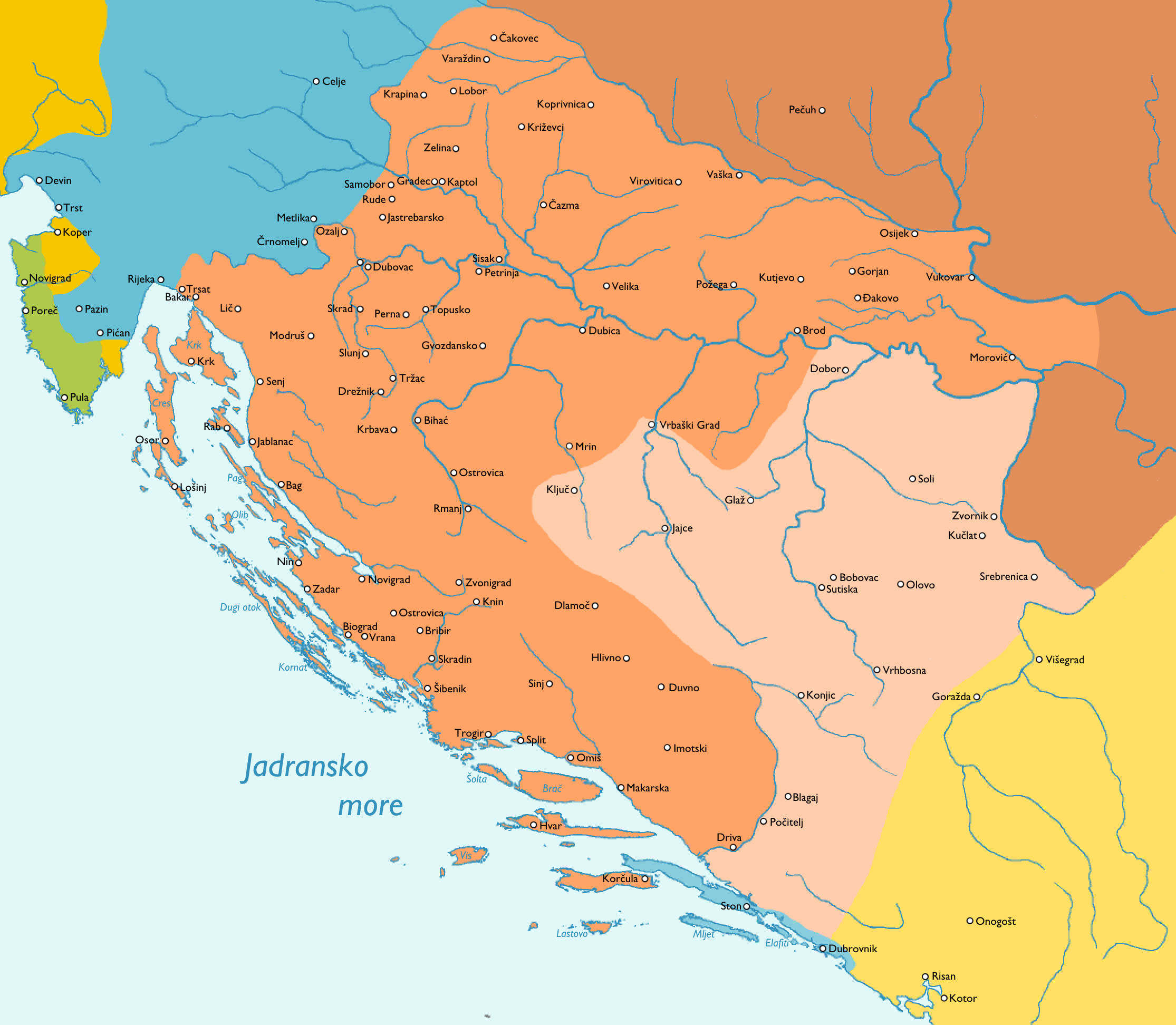
Расстановка сил после Задарского мира
Королевство Венгрия
Королевство Хорватия
Боснийский банат
Земли Габсбургов
Аквилейский патриархат
Венецианская республика
Дубровникская республика
Сербия

В 1350-х годах королю Людовику I удалось собрать войско в 50 тыс. человек, объединив свои силы с подкреплениями, присланными герцогом Австрийским Альбрехтом II, графами Горицы, сеньором Падуи Франческо I да Каррара и патриарх Аквилеи Николаем Люксембургским. В 1356 году коалиция осадила венецианцев в Азоло, Конельяно, Сенеде и крепости Тревизо. В то же время на побережье Далмации армия атаковала города Задар, Трогир, Сплит и Рагузу, а также другие более мелкие города, которые довольно быстро сдались.
Разбитые чередой военных неудач, понесенных на подконтрольной им территории, венецианцы смирились с невыгодными условиями, оговоренными в Задарском договоре, который был подписан 18 февраля 1358 г.

## Последствия
Договор был подписан в монастыре Святого Франциска, и по условиям договора Дубровник и Задар перешли под власть Венгрии  и Хорватии. Это ознаменовало усиление Дубровника как независимого государства, что нельзя сказать о Задаре, поскольку позже он был продан Венеции Владиславом Неаполитанским.
В результате мирного договора Венеция должна была отдать королю все свои владения в Далмации, от Кварнера до Которского залива, но могла сохранить побережье Истрии и район Тревизо. Он также был вынужден отменить в титуле своего дожа любое упоминание о Далмации. Однако договор сохранил военно-морское превосходство Венеции в Адриатическом море, поскольку король Людовик согласился не строить собственный флот.
Людовик и его армия с триумфом вошли в Задар в 1358 г., предоставив обширные привилегии задарской знати и перенеся туда столицу Далмации.